# Neptis nycteus
Neptis nycteus är en fjärilsart som beskrevs av Nicéville 1890. Neptis nycteus ingår i släktet Neptis och familjen praktfjärilar. Inga underarter finns listade i Catalogue of Life.